# 食物鏈

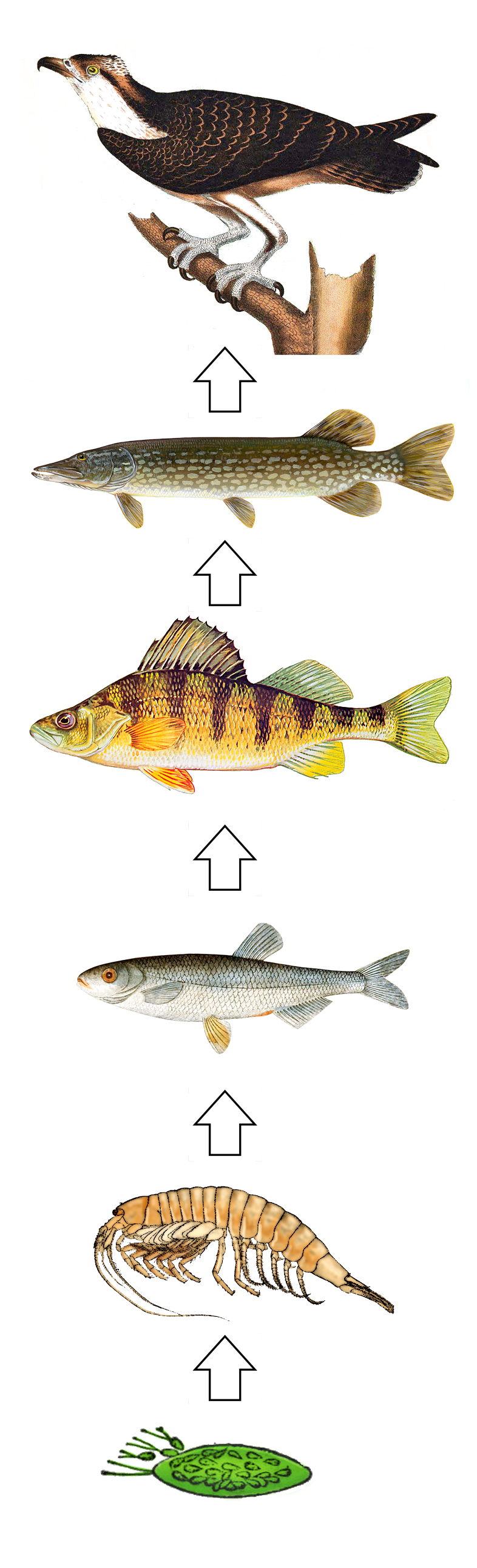
一個瑞典湖泊的食物鏈。由下而上：藻類、蚤狀鈎蝦、鮊魚、鱸魚、白斑狗魚、魚鷹。

食物鏈（food chain）是在生态系统中不同营养级的生物通过「吃」與「被吃」的关系而以满足生存需要而建立起来的锁链关系，也是物種之间食物食物关系的体现。食物鏈在生態學中能代表生物种群间物质循环和能量流动的情況。任何一種生物的增加或減少，都會影響其他生物的生存。
雖然生態系統中的生物種類眾多，亦於生態系統分別扮演著不同的角色，但根據它們在能量和物質中所引起的作用，可以被分類為生產者、清除者、消費者和分解者四個類別。最底層是“生產者”，是以陽光來行使光合作用，自行用水和二氧化碳等無機物合成有機物的綠色植物；再上層是各級“消費者”，要依賴生產者供應物質和能量；當消費者死亡以後，“分解者”會以他們的屍體為食物。
而「清除者」，是一個生態系統中擔任清除性工作的生物。這些生物把生態系統中的「生產者」與「消費者」的遺體或排遺作為食物，具有「分解者」將大分子物質轉換為小分子物質的能力，卻又無法如「分解者」般將所攝食的有機物質轉變成無機物。與「生產者」可以將小分子無機物合成為大分子有機物的能力更是不相干。因此在某些定義中接近於「消費者」，卻又兼具有「分解者」的某些特質，因此在生態系統中被單獨歸為一類，被稱為「清除者」。換句話說「清除者」可視為「腐食性消費者」，這些生物將大分子有機物轉換為小分子有機物，例如禿鷹吃腐屍，螞蟻吞食昆蟲遺骸，而溪流、河口等水域生態系中的螃蟹、蝦子等攝食泥土中的有機質碎屑也是一例，這些有機質碎屑除了植物的枯枝落葉之外，還有許多經過其他動物消化過的小分子有機物。這些「清除者」無法清除的部分再交棒給「分解者」處理，減輕生態系統中「分解者」的工作量，加速生態環境中的能量與碳循環。若是所有的生物殘骸或排遺皆由「分解者」直接分解，生態系統中從有機物轉換為無機物的速率將遠小於有機物質的堆積，能量與物質無法順利傳遞循環，生態系統就會失去平衡。
食物链这一概念最早由阿拉伯科学家、哲学家贾希兹于10世纪提出，后通过查尔斯·艾尔顿于1927年出版的一本书得到了普及，这本书同时也引入了食物网这一概念。食物鏈包括幾種類型：捕食性、寄生性、腐生性、碎食性等，不同營養層的物種組成一個鏈條。例如：
浮游生物 → 軟體動物 → 魚類 → 烏賊 → 海豹 → 虎鯨

## 食物网
食物网（food web）是在生态系统中根据能量利用关系，不同的食物链彼此相互交错连结而形成复杂的网络结构。食物网可反映生态系统内各有机体间的营养位置、营养关系，以及整个生态系统的营养结构。
各种生物未必只依赖一种食物为生，互相之间甚至还有互为食物的关系，例如民间根据观察曾经有“夏季蛇吃老鼠，冬季老鼠吃蛇”的说法，因为冬季冬眠的蛇无法反抗掘地的老鼠。这些复杂的关系往往不是一根链条能说明的，把各种关系联系起来就会组成一个“食物网”。

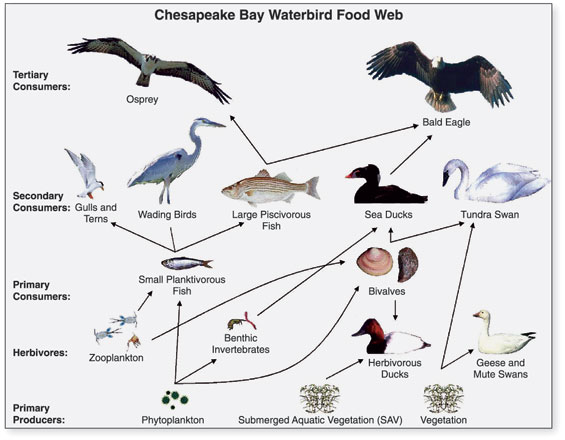
乞沙比克灣水鳥的食物網。